# Armenia Wilsoniană

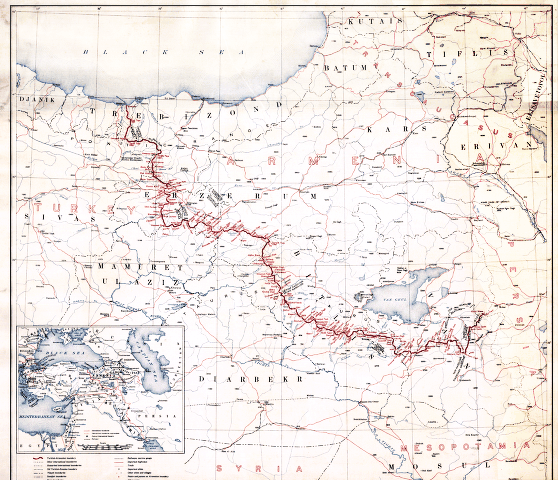
Granițele Armeniei Wilsoniene, așa cum fuseseră promise Erevanului în cadrul Tratatului de la Sèvres

Armenia Wilsoniană se referă la teritoriul pe care trebuia să îl ocupe Armenia în conformitate cu prevederile Tratatului de la Sèvres. Granițele statului armean fuseseră schițate de Departamentul de Stat al SUA la sugestia președintelui american Woodrow Wilson. Tratatul de la Sèvres a fost un tratat de pace care a fost conceput de puterile învingătoare în Primul Război Mondial („Aliații occidentali”) și a fost semnat între aceștia și guvernul Imperiului Otoman în august 1920. Tratatul nu a fost ratificat niciodată de Parlamentul Otoman și nu a fost semnat de reprezentanții SUA.
Granițele propuse pentru Armenia cuprindeau provinciile otomane Erzurum, Bitlis și Van, care avuseseră o populație armeană semnificativă până la deportarea armenilor de către guvernul Junilor Turci. Această regiune a fost extinsă spre nord, până în partea de vest a Provinciei Trabzon, pentru a-i oferi tânărului stat armean un port important la Marea Neagră – Trabzon.
Victoriile revoluționarilor turci în cadrul Războiul de Independență al Turciei i-au forțat pe Aliați să reia negocierile pentru semnarea unui nou tratat. Părțile implicate în conflict au semnat Tratatul de la Lausanne în 1923, care îl anula practic pe cel de la Sèvres, stabilind granițele Turciei, care s-au păstrat cu mici rectificări până în zilele noastre. Prevederile acestui ultim tratat preluau fără modificări majore granițele răsăritene ale Turciei, așa cum fuseseră convenite prin Tratatul de la Brest-Litovsk și  cel de la Alexandropol (1920), Tratatul de la Moscova și cel de la Kars (1921).

## Negocierile
Vedeți și: Conferința de la Londra și  Conferința de Pace de la Paris din 1919
În timpul Conferinței de la Londra, David Lloyd George i-a încurajat pe americani să accepte un mandat pentru Anatolia și, în mod particular, folosindu-se de diaspora armenească, pentru provinciile revendicate de Administrația Armeniei Apusene. Wilson i-a trimis pe membrii Comisiei King-Crane și pe generalul James Harbord în regiune, ca să se documenteze asupra pretențiilor ridicate de naționaliștii armeni și să determine dacă aceste sunt compatibile cu „Cele paisprezece puncte”.
Cel de-al 12-lea punct al programului wilsonian prevedea că, pe de-o parte, regiunii turce a Imperiului Otoman avea să i se asigure suveranitatea, dar, pe de alta, prevedea că „celelalte naționalități, care se aflau în acest moment sub dominația turcă, vor trebui să le fie asigurate o securitate neîndoielnică vieții lor și de posibilitatea neîngrădită de a se dezvolta autonom”. Acest punct stabilea regimul de circulație liberă în  strâmtorilor Bosfor și Dardanele, în condițiile garanțiilor internaționale și reitera promisiunea făcută kurzilor pentru formarea unui stat național.
Comisia King-Crane a ajuns la o concluzie favorabilă fondării statului armean. Comisia mai nota că armenii suferiseră foarte mult în timpul guvernării otomane, în special în timpul a ceea ce avea să devină cunoscut ca „Genocidul Armean” și că ei nu mai pot avea încredere în turci. Comisia recomanda ca teritoriile pe care armenii le controlau după victoriile din Campania din Caucaz să fie recunoscute ca aparținând de drept acestora, iar securitatea lor să fie asigurată de comunitatea internațională.

## Argumentele armenilor
Federația Revoluționară Armeana, folosindu-se de poziția dominantă pe care o avea în cadrul mișcării naționale armene, a pretins ca această regiune să fie desprinsă din Imperiul Otoman, afirmând că armenii sunt capabili să construiască o națiune. Armenii dețineau controlul de facto asupra unei regiuni din jurul Provinciei Van a Imperiului Otoman pentru aproape 3 ani (1915 – 1918). Armenii au afirmat că este natural să anexeze această regiune la nou înființata Republicii Democrate Armene (1918-1920), apărută după colapsul Imperiului Rus.
Un alt argument al armenilor era că ei reprezentau de fapt majoritatea populației în regiune, nu o minoritate și, mai mult, proporția lor ar fi fost în creștere. Din acest motiv, colonizarea armenilor ar fi fost doar o opțiune care nu ar fi modificat în mod semnificativ compoziția etnică. În 1917, aproximativ 150.000 de armeni au fost colonizați în provinciile Erzurum, Bitlis, Muș și Van. Armenii au început imediat după colonizare să-și ridice case și să-și cultive pământul repartizat. În 1917, guvernatorul provinciei, Aram Manougian ("Aram Pașa"), a declarat că în regiune ar trebui înființat un nou stat autonom, sub patronajul Rusiei sau Imperiului Otoman. Un alt reprezentant al armenilor, Armen Garo ("Karekin Pastirmaciyan"), a cerut ca soldații puterilor europene să fie transferați în Caucaz pentru asigurarea protecției noului stat. Soldații armeni au început să creeze o linie defensivă care să-i protejeze de atacurile otomane.

## Urmări
Realitățile din regiune erau diferite de cele pe care le raportaseră Comisia King-Crane. Tratatul de la Adrianopol și mai apoi cel de la Kars, combinate, au dus la blocarea ideii fondării unui stat armenesc în regiune. În lunile care au urmat, aplicarea Tratului de la Sèvres a fost suspendată prin semnarea Tratatului de la Lausanne. Lupta armenilor pentru recunoașterea „Armeniei Apusene” a fost zădărnicită, iar regiunea a devenit parte a nou fondatei Republici Turcia.
În zilele noastre, ca o continuare a luptei de la sfârșitul Primului Război Mondial, crearea unei Armenii independente și unite, care să aibă controlul asupra tuturor teritoriilor stabilite prin Tratatul de la Sèvres, este un punct principal în programul Federației Revoluționare Armene, în ciuda faptului că aceste teritorii sunt locuite azi de turci și kurzi.
Istoricul armean Vahakn Dadrian afirmă că Tratatul de la Sèvres a voit să îmbunătățească situația armenilor, dar a sfârșit prin a fi principalul motiv al nenorocirii lor. Semnarea Tratatului de la Sevres a coincis cu învingerea definitivă a cabinetului Damat Ferit din Istanbul, cel care inițiase judecarea vinovaților pentru genocidul împotriva armenilor. După acest moment, curțile marțiale care îi judecau pe vinovați și-au încetinit acțiunile, și în cele din urmă au fost dizolvate.